# Berlin-Oberschöneweide
Berlin-Oberschöneweide [ˈoːbərˈʃøːnəˈvaɪ̯də]  (« Haut-Schöneweide » en allemand) est un quartier à Berlin, situé dans l'arrondissement de Treptow-Köpenick. L'électricien AEG y a aménagé à la fin des années 1890 une câblerie et la centrale thermique d'Oberspree, qui alimentait en courant tout l'est de la capitale allemande, sur diverses parcelles disséminées entre la Spree et la rue Wilhelminenhof. Oberschöneweide formait, avec Berlin-Niederschöneweide (« Bas-Schöneweide ») situé sur la rive opposée de la Sprée, l'ancien quartier de Schöneweide. Ces deux faubourgs ont été reliés à la fin des années 1890 par un pont suspendu, le Kaisersteg.
Le quartier a été incorporé à Berlin le 1er octobre 1920. Entre 1920 et 2001, il faisait partie du district de Köpenick.

## Population
Le quartier comptait 21 548 habitants le 1er janvier 2017 selon le registre des déclarations domiciliaires, c'est-à-dire 3 487 habitants/km2.

## Économie
Ce quartier est réputé le plus dynamique de l'arrondissement et a été primé au moins deux fois à ce titre[réf. souhaitée] lors de la dernière décennie[Quand ?].